# Lille mand (film)
|  | Denne artikel er oprettet af botten Steenthbot ud fra en ekstern database. Den kan derfor have sproglige fejl eller mangler. Denne skabelon kan fjernes efter kontrol af indholdet. |

Lille mand er en dansk børnefilm fra 2006 instrueret af Esben Tønnesen og efter manuskript af Rasmus Valentin og Carsten Søsted.

## Handling
Lille mand, Mathias på 8 år, er ved at skrive verdens vigtigste opgave i skolen: "Sådan er kvinder" en håndbog af Mathias'.